# Neocampylophlebia sparsa
Neocampylophlebia sparsa is een insect uit de familie van de vlinderhaften (Ascalaphidae), die tot de orde netvleugeligen (Neuroptera) behoort. 
Neocampylophlebia sparsa is voor het eerst wetenschappelijk beschreven door Van der Weele in 1909.